# Antipas (Philippines)
Pour les articles homonymes, voir Antipas.
Antipas est une municipalité des Philippines située dans la province de Cotabato et considérée comme le centre du commerce et de l'industrie dans l'Arakan complexe Valley[Quoi ?]. Elle est partiellement en milieu urbain et est la moins peuplée de la province.

## Géographie

### Démographie
Selon le Local Government Performance Management System (LGPMS), en 2009, sa population était de 24 519 habitants formant 5 692 ménages.

## Barangays
La municipalité d'Antipas est divisée administrativement en 13 barangays :
- Camutan
- Canaan
- Dolores
- Kiyaab
- Luhong
- Magsaysay
- Malangag
- Malatab
- Malire
- New Pontevedra
- Población
- B. Cadunñon
- Datu Agod